# Vjacseszlav Viktorovics Csanov
Vjacseszlav Viktorovics Csanov (oroszul: Вячеслав Викторович Чанов; Moszkva, 1951. október 23. –) orosz labdarúgóedző, korábban szovjet válogatott labdarúgó. Testvére Viktor Csanov szintén válogatott kapus.

## Pályafutása

### Klubcsapatban
1969 és 1978 között a Sahtyor Donyeck kapuját védte. 1979-ben a Torpedo Moszkva csapatához került. Ennek a klubnak a színeiben lépett legtöbbször pályára a pályafutása során, összesen 177 alkalommal. 1985 és 1986 között a Neftçi Baku, majd ezt követően 1987-ben a CSZKA Moszkva játékosa volt.

### A válogatottban
1 alkalommal szerepelt a szovjet válogatottban, 1984. március 28-án egy NSZK elleni barátságos mérkőzésen. Részt vett az 1982-es világbajnokságon.

## Sikerei, díjai
Sahtyor Donyeck
- Szovjet kupadöntős (1): 1977–78

Torpedo Moszkva
- Szovjet kupadöntős (1): 1981–82

## Külső hivatkozások
- Vjacseszlav Viktorovics Csanov – a FIFA adatbázisában
- Vjacseszlav Csanov adatlapja a National-Football-Teams.com oldalon (angolul)

- Vjacseszlav Csanov. eu-football.info
- Vjacseszlav Csanov (orosz nyelven). rusteam.permian.ru. [2020. június 29-i dátummal az eredetiből archiválva]. (Hozzáférés: 2018. április 5.)

1. ↑  Футбол-84, 45